# Вотерфорд (містечко, Вісконсин)
Вотерфорд (англ. Waterford) — місто (англ. town) в США, в окрузі Расін штату Вісконсин. Населення — 6514 особи (2020).

## Демографія
Згідно з переписом 2010 року, у місті мешкали 6344 особи в 2322 домогосподарствах у складі 1844 родин. Було 2555 помешкань
Расовий склад населення:
| - 98,0 % — білих - 0,5 % — азіатів - 0,2 % — корінних американців - 0,2 % — чорних або афроамериканців - 0,1 % — вихідців з тихоокеанських островів |

До двох чи більше рас належало 0,7 %. Частка іспаномовних становила 2,1 % від усіх жителів.
За віковим діапазоном населення розподілялося таким чином: 25,6 % — особи молодші 18 років, 64,9 % — особи у віці 18—64 років, 9,5 % — особи у віці 65 років та старші. Медіана віку мешканця становила 42,7 року. На 100 осіб жіночої статі у місті припадало 107,3 чоловіків;  на 100 жінок у віці від 18 років та старших — 107,7 чоловіків також старших 18 років.
Середній дохід на одне домашнє господарство  становив 101 580 доларів США (медіана — 88 297), а середній дохід на одну сім'ю — 114 223 долари (медіана — 97 436). Медіана доходів становила 61 155 доларів для чоловіків та 51 324 долари для жінок. За межею бідності перебувало 4,3 % осіб, у тому числі 6,5 % дітей у віці до 18 років та 4,6 % осіб у віці 65 років та старших.
Цивільне працевлаштоване населення становило 3604 особи. Основні галузі зайнятості: освіта, охорона здоров'я та соціальна допомога — 22,9 %, виробництво — 18,8 %, роздрібна торгівля — 13,2 %, будівництво — 9,1 %.